# Nymphon apheles
Nymphon apheles is een zeespin uit de familie Nymphonidae. De soort behoort tot het geslacht Nymphon. Nymphon apheles werd in 1979 voor het eerst wetenschappelijk beschreven door Child. 